# Nomen gentilicium
nomen gentilicium (eller blot nomen) var et arveligt navn, som blev båret af romerne i det romerske Italien (i den romerske republik og senere i kejseriden). Det var oprindeligt navnet på ens gens (familie eller klan) af patrilineær afstamning (mandlige slægtning). Men efterhånden som Rom udvidede sine grænser, og ikke-romerske folk gradvist fik statsborgerskab og dertilhørende nomen, mistede sidstnævnte sin værdi ved at angive patrilineær herkomst.
For mænd var nomen det midterste af tria nomina ("tre navne"), efter praenomen og før cognomen. For kvinder var nomen ofte det eneste navn, der blev brugt (i hvert fald indtil den sene del af den romerske republik). For eksempel var tre medlemmer af gens Julia (den julianske familie) Gaius Julius Cæsar og hans søstre Julia Major og Julia Minor ("Julia den ældre" og "Julia den yngre").

## Eksempler
- Marcus Tullius Cicero
- Gaius Julius Cæsar
- Quintus Horatius Flaccus